# Copa Guadalajara 2011
La Copa Guadalajara 2011, será su primera edición, en el participaran los siguientes clubes del fútbol mexicano: el Club Deportivo Guadalajara, Club Deportivo Toluca, el Club de Fútbol Querétaro, y el Atlas de Guadalajara, y servirá de pretemporada para el Torneo Apertura 2011.

## Sistema de competición
En el torneo serán 3 días o jornadas, los cuales serán el 2, 6 y 9 de julio, serán dos partidos por equipo, por partido ganado serán 3 puntos por partido empatado 1 punto y 0 para partidos perdidos, el club que sume mayor cantidad de puntos será el ganador, si existe un empate se definirá de acuerdo a la diferencia de goles.

## Jornada 1
| 2 de julio de 2011 - 20:00 | Atlas      | 1:1 (1:0) | Querétaro | Estadio Jalisco, Guadalajara |  |
|                            | Santos --' | Reporte   | Ruiz --'  |                              |  |

## Jornada 2
| 6 de julio de 2011 - 17:45 | Toluca                           | 3:0 (3:0) | Querétaro | Estadio Jalisco, Guadalajara |  |
|                            | Nava 43' · Nava 45' · Alonso 85' | Reporte   |           |                              |  |

| 6 de julio de 2011 - 20:30 | Guadalajara | 1:1(1:1) | Atlas      | Estadio Jalisco, Guadalajara |  |
|                            | Araujo 14'  | Reporte  | Torres 16' |                              |  |

## Jornada 3
| 9 de julio de 2011 - 20:00 | Guadalajara | 0:0 (0:0) | Toluca | Estadio Jalisco, Guadalajara |  |
|                            |             | Reporte   |        |                              |  |

## Posiciones
| Equipo      | Pts | PJ | PG | PE | PP | GF | GC | Dif |
| ----------- | --- | -- | -- | -- | -- | -- | -- | --- |
| Toluca      | 4   | 2  | 1  | 1  | 0  | 3  | 0  | 3   |
| Atlas       | 2   | 2  | 0  | 2  | 0  | 2  | 2  | 0   |
| Guadalajara | 2   | 2  | 0  | 2  | 0  | 1  | 1  | 0   |
| Querétaro   | 1   | 2  | 0  | 1  | 1  | 1  | 5  | -4  |

- Datos: Q5786994